# Harry Hyland

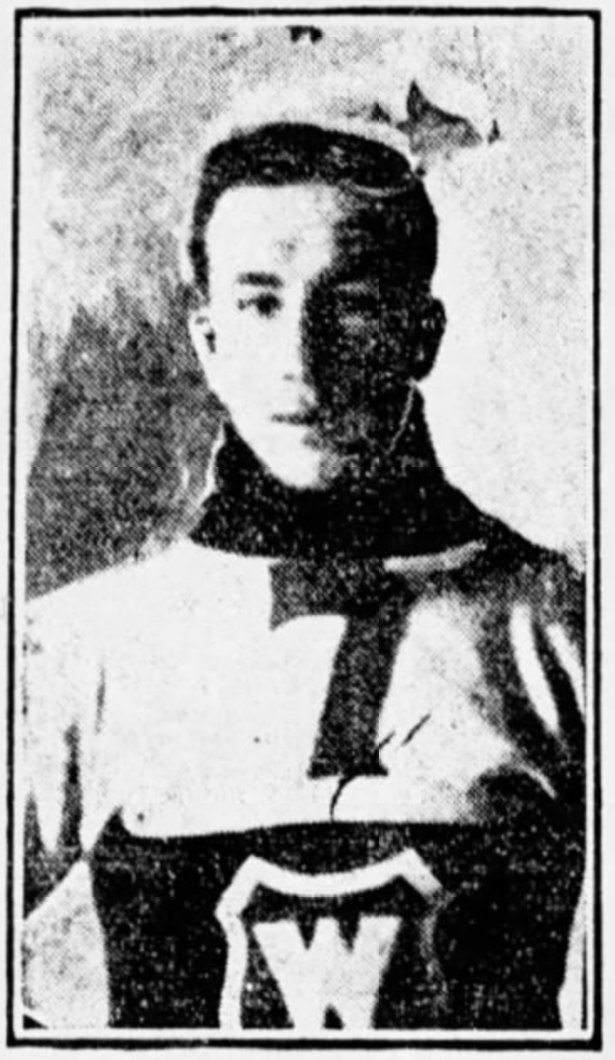
Hyland med Montreal Wanderers säsongen 1913–14.

Harold Macarius "Harry" Hyland, född 2 januari 1889 i Montreal, Quebec, död 8 augusti 1969, var en kanadensisk professionell ishockeyspelare. Hyland spelade för Montreal Shamrocks, Montreal Wanderers, New Westminster Royals och Ottawa Senators åren 1908–1918.
Hyland vann Stanley Cup med Montreal Wanderers 1910. 1962 valdes han in som ärad medlem i Hockey Hall of Fame.

## Karriär
Harry Hyland inledde proffskarriären med Montreal Shamrocks säsongen 1908–09 i Eastern Canada Hockey Association. Därefter bytte han klubb till Montreal Wanderers i den nystartade ligan NHA säsongen 1910. Hyland var en stjärnforward i NHA och gjorde 24 mål på 12 matcher under sin första säsongen i ligan och vann dessutom Stanley Cup med Wanderers sedan utmanarlaget Berlin Dutchmen från Berlin i Ontario besegrats med 7-3. Hyland gjorde tre av Wanderers sju mål mot Berlin Dutchmen medan anfallskollegan Ernie Russell gjorde de resterande fyra målan.
NHA-säsongen 1912–13 gjorde Hyland åtta mål i en och samma match för Montreal Wanderers mot Quebec Bulldogs och tog tillfälligt över ledningen i målligan från Montreal Canadiens Didier Pitre och Bulldogs skarpskyttar Joe Malone och Tommy Smith. Han avslutade säsongen med 27 mål på 20 matcher, 16 mål bakom målligavinnarens Joe Malones 43 mål. Säsongen därefter, 1913–14, gjorde Hyland 30 mål och 12 assists för totalt 42 poäng på 18 matcher i NHA och slutade på tredje plats i poängligan, tre poäng bakom Quebec Bulldogs Tommy Smith samt två poäng bakom lagkamraten Gordon Roberts, som båda dock spelade två matcher mer än Hyland.
Sammanlagt blev det 144 mål och 164 poäng på 117 matcher i NHA från Hylands klubba. Han hann även med att spela en säsong i den konkurrerande västkustligan PCHA säsongen 1912 med New Westminster Royals för vilka han gjorde 26 mål på 15 matcher och vann ligamästerskapet. Hylands 26 mål gav honom en andraplats i målligan bakom Newsy Lalonde som gjorde 27 mål för Vancouver Millionaires.
Hyland avslutade karriären säsongen 1917–18 med en säsong i NHL där han spelade 17 matcher för Montreal Wanderers och Ottawa Senators med 14 mål som facit.

## Statistik
ECHA = Eastern Canada Hockey Association, Trä. = Uppvisningsmatcher, MCHL = Montreal City Hockey League
| 1908–09    | Montreal Shamrocks     | ECHA        | 11  | 19  | 0  | 19  | 36  | – | – | – | – | –  |
| 1910       | Montreal Wanderers     | NHA         | 12  | 24  | 0  | 24  | 23  | – | – | – | – | –  |
|            | Montreal Wanderers     | Stanley Cup | –   | –   | –  | –   | –   | 1 | 3 | 0 | 3 | 3  |
| 1910–11    | Montreal Wanderers     | NHA         | 15  | 14  | 0  | 14  | 43  | – | – | – | – | –  |
| 1912       | New Westminster Royals | PCHA        | 15  | 26  | 0  | 26  | 44  | – | – | – | – | –  |
|            | PCHA All-Stars         | Trä.        | 3   | 6   | 0  | 6   | 8   | – | – | – | – | –  |
| 1912–13    | Montreal Wanderers     | NHA         | 20  | 27  | 0  | 27  | 38  | – | – | – | – | –  |
| 1913–14    | Montreal Wanderers     | NHA         | 18  | 30  | 12 | 42  | 18  | – | – | – | – | –  |
| 1914–15    | Montreal Wanderers     | NHA         | 19  | 23  | 6  | 29  | 49  | 2 | 0 | 0 | 0 | 26 |
| 1915–16    | Montreal Wanderers     | NHA         | 20  | 14  | 0  | 14  | 69  | – | – | – | – | –  |
| 1916–17    | Montreal Wanderers     | NHA         | 13  | 12  | 2  | 14  | 21  | – | – | – | – | –  |
| 1916–17    | Montreal St. Ann's     | MCHL        | –   | 3   | 1  | 4   | –   | – | – | – | – | –  |
| 1917–18    | Montreal Wanderers     | NHL         | 4   | 6   | 1  | 7   | 6   | – | – | – | – | –  |
|            | Ottawa Senators        | NHL         | 13  | 8   | 1  | 9   | 59  | – | – | – | – | –  |
| NHA totalt | NHA totalt             | NHA totalt  | 117 | 144 | 20 | 164 | 261 | 2 | 0 | 0 | 0 | 26 |
| NHL totalt | NHL totalt             | NHL totalt  | 17  | 14  | 2  | 16  | 65  | – | – | – | – | –  |

## Meriter
- Stanley Cup – 1910
- Patterson Cup – 1912
- Invald i Hockey Hall of Fame – 1962